# 윈섬 시어스
윈섬 시어스(Winsome Sears, 1964년 3월 11일 ~ )은 미국의 정치인으로 제42대 버지니아주 부지사이다.

## 학력
- 타이드워터 커뮤니티 칼리지 전문학사
- 올드 도미니언 대학교 인문사회 학사
- 리젠트 대학교 인문사회 석사

## 경력
- 2002.01 ~ 2004.01 제152대 버지니아주 제90선거구 하원의원
- 2022.01 ~ 2026.01 제42대 버지니아주 부지사

## 역대 선거 결과
| 선거명      | 직책명                         | 대수  | 정당   | 득표율 | 득표수      | 결과 | 당락                 |
| ----------- | ------------------------------ | ----- | ------ | ------ | ----------- | ---- | -------------------- |
| 2001년 선거 | 하원의원 (버지니아 제90선거구) | 152대 | 공화당 | 52.53% | 6,696표     | 1위  | 버지니아 주의원 당선 |
| 2004년 선거 | 하원의원 (버지니아 제3선거구)  | 109대 | 공화당 | 30.53% | 70,194표    | 2위  | 낙선                 |
| 2021년 선거 | 버지니아 부지사                | 42대  | 공화당 | 50.71% | 1,658,767표 | 1위  | 버지니아 부지사 당선 |
| 2025년 선거 | 버지니아 주지사                | 75대  | 공화당 | 0%     | 표          | 위   |                      |